# Karl zu Stolberg-Roßla
 Karl Martin Graf zu Stolberg-Roßla (* 1. August 1822 in Ortenberg; † 24. Januar 1870 auf Jagdschloss Schwiederschwende, Breitungen) war ein deutscher Standesherr.

## Familie
Karl zu Stolberg entstammte der vormals reichsunmittelbaren gräflichen Linie Stolberg-Roßla der Adelsfamilie Stolberg, die als Standesherren in Preußen verschiedene Vorrechte genossen. Die Familie hielt Besitzungen in der Grafschaft Stolberg-Roßla und in Ortenberg im Großherzogtum Hessen und demzufolge erbliche Sitze im Preußischen Vereinigten Landtag (1847), preußischen Herrenhaus ([1854]1855–1870) und in der Ersten Kammer der Landstände des Großherzogtums Hessen (1847–1849 (nicht förmlich eingetreten) und 1856–1870). Karl zu Stolbergs Eltern waren August Friedrich Graf zu Stolberg-Roßla (1768–1846) und Gräfin Karoline, geborene zu Erbach-Schönberg (1785–1848).
Karl zu Stolberg heiratete Bertha Gräfin zu Solms-Rödelheim und Assenheim (1824–1896), Tochter von Karl zu Solms-Rödelheim und Schwester des Herrenhausmitglieds Maximilian zu Solms-Rödelheim. Das Paar hatte sechs Kinder. Erbe wurde der älteste Sohn Fürst Botho zu Stolberg-Rossla.

## Leben
Karl zu Stolberg wurde seit dem Tod seines Vaters 1846 24-jährig Standesherr der Grafschaft Stolberg-Roßla. Seit 1855 nahm er den Sitz der Familie im preußischen Herrenhaus ein, dem er bis zu seinem Tode 1870 angehörte.